# Tamara Koba
Tamara Pawliwna Koba (ukrainisch Тамара Павлівна Коба; * 24. Februar 1957) ist eine ehemalige ukrainische Mittel- und Langstreckenläuferin.

## Leben
Für die Sowjetunion startend siegte sie bei den Halleneuropameisterschaften 1980 in Sindelfingen über 1500 Meter.
1995 gewann sie den Darmstädter Stadtlauf und schied bei den Weltmeisterschaften in Göteborg über 5000 Meter im Vorlauf aus.
1995 wurde sie ukrainische Meisterin über 5000 Meter.

## Persönliche Bestzeiten
- 1000 m: 2:37,2 min, 5. August 1979, Podolsk
  - Halle: 2:37,51 min, 11. Februar 1984, Moskau
- 1500 m: 4:01,66 min, 26. Juli 1981, Leningrad
  - Halle: 4:10,49 min, 17. Februar 1984, Moskau
- 3000 m: 8:47,99 min, 22. Juli 1989, Gorki
- 5000 m: 15:20,97 min,	24. Juni 1995 Villeneuve-d’Ascq
  - Halle: 16:02,37 min, 3. Februar 1990, Tscheljabinsk
- 10.000 m: 32:34,95 min, 23. Juni 1992, Moskau